# Ager Gallicus

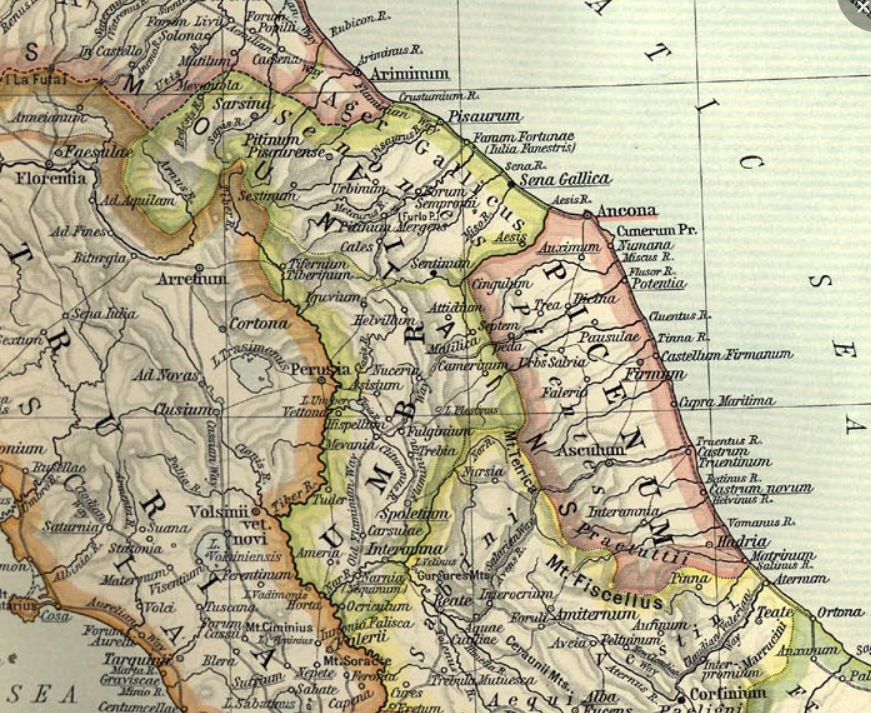
Ager Gallicus, aan de Adriatische Zee

Ager Gallicus (Gallische land) was de naam die de Romeinen gaven aan een landstreek ten noordoosten van de Apennijnen, die zij in 283 v.Chr. veroverden op het Gallische volk der Senonen.
De landstreek komt overeen met het noordelijk deel van de Italiaanse regio Le Marche en met het zuiden van de Emilia-Romagna. De kuststreek van Ancona - Sena Gallica - Pesaro behoort tot de Marche, terwijl de kuststreek van Rimini tot Emilia-Romagna behoort. De grens tussen beide is de rivier Conca, in het Latijn Crustumium.
De uit Frankrijk afkomstige Senonen hadden zich omstreeks 400 v.Chr. in deze streek gevestigd en van hieruit regelmatig de Romeinen en Etrusken bedreigd. In de slag bij Telamon (283 v.Chr.) werden zij definitief door de Romeinen verslagen. De Romeinen stichtten toen in de ager Gallicus de stad Sena Gallica, thans Senigallia geheten. De aanleg van de Via Flaminia (220 v.Chr.) betekende de ontsluiting van de Ager Gallicus. De weg verbond Rome met Fano, in het Latijn Fanum Fortunae. Vanuit Fano ging de weg noordwaarts, langs de Adriatische kust, naar Rimini. 